# Chatte (Schiffstyp)

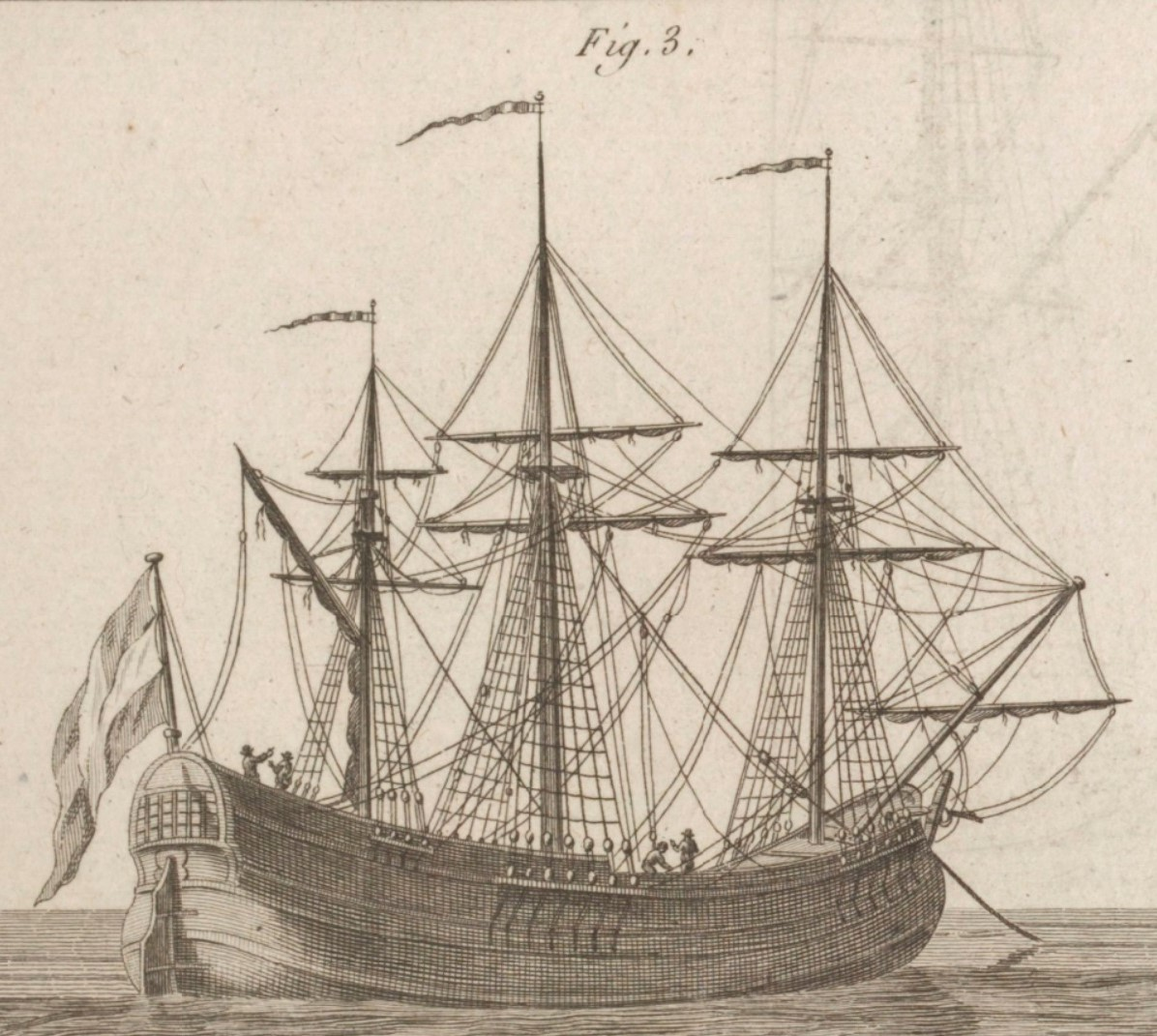
Bild von Daniel Lescallier, 1791

Chatte (frz. für Katze) ist die Bezeichnung für dreimastige Segelschiffe, die im 17. Jahrhundert in Frankreich, später im 18. und 19. Jahrhundert in Norwegen als Segelleichter und Küstensegler eingesetzt wurden. Sie waren ähnlich gebaut wie das größere, ebenfalls französischen Chasse-marée.
Ein Chatte war für die Fahrt in seichten Küstengewässern mit flachem Boden gebaut und verfügte über Ruder an Bug und Heck. Das Schiff war 20 bis 25 m lang, 6 bis 7 m breit und sein Tiefgang betrug etwa 2,5 m. Alle drei Maste wurden mit Rahsegeln gefahren. Die Tragfähigkeit betrug etwa 60 Tonnen.